# فيلي بريجيت
فيلي بريجيت (بالفرنسية: Willie Brigitte)‏ هو إرهابي فرنسي، ولد في 10 أكتوبر 1968 في بوانت-آه-بيتر في فرنسا.